# 阿奇幼幼園
《阿奇幼幼園》（英語：Hey Duggee）是一部英國的學齡前教育動畫電視節目，面向2至5歲的兒童。節目由格蘭·歐恰創建，由Studio AKA與BBC工作室共同製作。英文版節目由亞歷山大·阿姆斯壯擔任旁白。
節目以阿奇幼幼園（英語：The Squirrel Club，直譯：松鼠俱樂部）的安親班為中心，老師阿奇是一隻棕色大狗，也有人認為是2D馬鈴薯。小朋友要透過動腦與團隊合作，來獲得阿奇頒發的各種任務徽章。每集劇情都沒有固定的模式，情節會參考或模仿當時的流行文化。
《阿奇幼幼園》共有三季，第一季在2014年12月首播。BBC和Studio AKA於2016年初製作了第二季，並於2016年9月26日起在英國播出第一集。第三季則於2017年10月開始製作，第一集原訂於2018年秋季播出，後被延至2019年3月4日。第三季於2020年6月完結，並於12月放映特別節目。2020年因嚴重特殊傳染性肺炎疫情封城的緣故，第三季在英國受到越來越多人的讚譽和歡迎。台灣公共電視台在2015年7月1日引進，於下午五點獨家首播第一季動畫。另東森幼幼台也於2021年9月引進開播。中国大陆央视少儿频道于2019年12月年首播第一季。

## 製作
節目的動畫使用電腦程式Adobe Flash製作，採用極簡風格。物件均只有純色填充，沒有明顯的外輪廓或漸層。
製作團隊由大約16名動畫師和6到8名編劇組成。

## 角色

### 主要
- 旁白（Narrator）配音：英语→亞歷山大·阿姆斯壯 中文→符爽[6]

節目的旁白。
- 阿奇（Duggee）配音：英→山德·瓊斯（Sander Jones） 台→賈文安

一隻親切的棕色大狗，阿奇幼幼園的老師。
- 貝蒂（Betty）配音：英→潔絲敏·巴塞洛繆（Jasmine Bartholomew） 台→馮嘉德

一隻聰明且愛說話的紫色小章魚。
- 諾麗（Norrie）配音：英→帕碧·波伊斯（Poppie Boyes，1–2季）；貝拉·格林（Bella Green，第3季至今） 台→龍顯蕙

一隻天真善良、好奇的褐色小老鼠。
- 羅利（Roly）配音：英→李歐·坦普勒（Leo Templer，第1季）、德克斯特·瓦拉爾（Dexter Varrall，第2季至今） 台→龍顯蕙

一隻熱情、嗓門大且好動的灰色小河馬。
- 塔格（Tag）配音：英→艾菲·山德森（Alfie Sanderson，1–2季）；奧利·切克（Ollie Checker，第3季至今） 台→陳貞伃

一隻溫和、溫吞的藍色小犀牛。
- 海皮（Happy）配音：英→杜克·戴維斯（Duke Davis） 台→馮嘉德

一隻戴著眼鏡、長得較高、隨和的綠色小鱷魚，喜歡水和在水坑濺水花。

## 劇集

### 總覽
| 季     | 集数   | 集数   | 首播日期       | 首播日期      |
| 季     | 集数   | 集数   | 首映           | 季终          |
| ------ | ------ | ------ | -------------- | ------------- |
| 試播集 | 試播集 | 試播集 | 2013年3月13日  | 2013年3月13日 |
| 1      | 52     | 52     | 2014年12月17日 | 2015年11月2日 |
| 2      | 52     | 52     | 2016年9月26日  | 2018年7月10日 |
| 3      | 32     | 32     | 2019年3月4日   | 2020年12月7日 |

## 反應
斯圖爾特·赫利泰格（Stuart Heritage）在《衛報》中寫道，該影集「無與倫比」。倫敦消防隊的成員在社群媒體上批評《裝扮徽章》一集。在這一集中，羅利打扮成消防員，但在英文配音裡被描述為「fireman」。消防隊稱其過時落伍，提議BBC應以表示尊重、廣泛且性別平等的「firefighter」一詞為使用首選。

### 獎項與提名
| 年份 | 獎項               | 分類                          | 提名           | 結果 |
| ---- | ------------------ | ----------------------------- | -------------- | ---- |
| 2015 | 安錫國際動畫電影節 | 電視劇                        | 《救援徽章》   | 提名 |
| 2015 | BAFTA: Children's  | 學齡前動畫                    | 系列           | 提名 |
| 2016 | 國際艾美兒童獎     | 兒童：學齡前                  |                | 提名 |
| 2016 | BAFTA: Children's  | 學齡前動畫                    | 系列           | 獲獎 |
| 2017 | 國際艾美兒童獎     | 兒童：學齡前                  |                | 獲獎 |
| 2017 | 埃米爾獎           | 電視/廣播中最佳背景和角色設計 |                | 獲獎 |
| 2018 | BAFTA: Children's  | 學齡前動畫                    | 系列           | 獲獎 |
| 2019 | 國際艾美兒童獎     | 最佳學齡前節目                |                | 獲獎 |
| 2019 | Kidscreen獎        | 最佳動畫系列                  |                | 獲獎 |
| 2019 | 安妮獎             | 最佳動畫電視/廣播製作：學齡前 |                | 提名 |
| 2020 | Kidscreen獎        | 最佳動畫系列                  | 《阿奇幼幼園》 | 獲獎 |
| 2020 | Kidscreen獎        | 最佳配音員                    | 《阿奇幼幼園》 | 獲獎 |
| 2020 | Kidscreen獎        | 最佳設計                      | 《阿奇幼幼園》 | 獲獎 |
| 2020 | Kidscreen獎        | 最佳音樂                      | 《阿奇幼幼園》 | 獲獎 |
| 2021 | Kidscreen獎        | 最佳動畫系列                  | 《阿奇幼幼園》 | 待定 |

## 外部連結
- 官方网站
- 在BBC Programmes了解《阿奇幼幼園》（英文）

- 《阿奇幼幼園》 （页面存档备份，存于）在Studio AKA
- 互联网电影数据库（IMDb）上《阿奇幼幼園》的资料（英文）